# Gare de Camarillo
Pour les articles homonymes, voir Camarillo (homonymie).
La  gare de Camarillo est une gare ferroviaire des États-Unis située à Camarillo en Californie; Elle est desservie par Amtrak. C'est une gare sans personnel.

## Histoire
Elle est mise en service en 1994.

## Service des voyageurs

### Desserte
- Ligne d'Amtrak[1] :
  - Le Pacific Surfliner: San Diego - San Luis Obispo
- Metrolink
  - Ventura County Line: East Ventura - Los Angeles